# La Rue (Ohio)
La Rue é uma vila localizada no estado norte-americano de Ohio, no Condado de Marion.

## Demografia
Segundo o censo norte-americano de 2000, a sua população era de 775 habitantes.
Em 2006, foi estimada uma população de 724, um decréscimo de 51 (-6.6%).

## Geografia
De acordo com o United States Census Bureau tem uma área de
1,2 km², dos quais 1,2 km² cobertos por terra e 0,0 km² cobertos por água. La Rue localiza-se a aproximadamente 283 m acima do nível do mar.

## Localidades na vizinhança
O diagrama seguinte representa as localidades num raio de 20 km ao redor de La Rue.